# Leptomastix gunturiensis
Leptomastix gunturiensis är en stekelart som beskrevs av Shafee 1971. Leptomastix gunturiensis ingår i släktet Leptomastix och familjen sköldlussteklar. Inga underarter finns listade i Catalogue of Life.